# Warcraft III: Reign of Chaos
Warcraft III: Reign of Chaos là tựa game chiến thuật thời gian thực mang chủ đề kỳ ảo được hãng Blizzard Entertainment đồng phát triển và phát hành vào tháng 7 năm 2002. Đây là phần tiếp theo thứ hai của Warcraft: Orcs & Humans, và là bản thứ ba thuộc vũ trụ hư cấu Warcraft. Bản mở rộng The Frozen Throne được phát hành vào tháng 7 năm 2003. Hai phiên bản được hợp nhất từ bản vá 1.28 trở đi. Trò chơi đã bán được 4,5 triệu bản tại các cửa hàng bán lẻ và hơn một triệu bản được bán hết trong vòng một tháng. Warcraft III đã giành được nhiều giải thưởng bao gồm "Game của Năm" từ hơn sáu ấn phẩm khác nhau.
Warcraft III lấy bối cảnh trong thế giới hư cấu gọi là Azeroth. Vài năm trước các sự kiện của trò chơi, một đạo quân ma quỷ được biết đến với tên gọi Burning Legion nhằm mục đích hủy diệt mọi sự sống ở Azeroth, chúng lôi kéo một chủng tộc khác gọi là Orc từ lục địa Draenor, và điều động họ xuyên qua cổng không gian kéo tới tấn công Azeroth để làm suy yếu lớp phòng thủ chuẩn bị cho cuộc xâm lược của Legion. Sau nhiều năm chiến tranh, loài Orc bị liên quân các phe Human, Dwarven và Elves còn gọi là Liên minh đánh bại; các chiến binh sống sót còn lại đều được đưa vào trại giam, nơi mà dường như họ đã mất dần sự Khát máu và hiếu chiến. Không còn kẻ thù chung nữa, một thời kỳ hòa bình êm đềm đã trôi qua, nhưng Liên minh bắt đầu có sự rạn nứt. Các sự kiện của Warcraft III xảy ra sau khi một khoảng trống thời gian từ Warcraft II. Giai đoạn này ban đầu được dự định ghi chép trong Warcraft Adventures, nhưng đã bị huỷ bỏ giữa chừng trong quá trình phát triển. Câu chuyện được nối lại qua cuốn tiểu thuyết Warcraft: Lord of the Clans.
Warcraft III gồm bốn chủng tộc có thể chơi được: Human và Orc, cả hai đều đã từng xuất hiện trong Warcraft: Orcs & Humans và Warcraft II: Tides of Darkness, và hai chủng tộc mới, Night Elves và Undead. Chiến dịch chơi đơn của Warcraft III được đặt ra tương tự như của StarCraft, cũng của Blizzard Entertainment, được kể lại trôi chảy qua lời bốn chủng tộc trong game. Mục chơi mạng cho phép tranh tài cùng những người chơi khác thông qua Internet, thay vì đối đầu với những nhân vật do máy tính điều khiển như được thực hiện trong mục custom game của phần chơi đơn.

## Cốt truyện
Cốt truyện trong game được kể lại hoàn toàn thông qua những đoạn phim cắt cảnh và điện ảnh, với các thông tin bổ sung được tìm thấy trong hướng dẫn sử dụng Warcraft III. Chiến dịch tự chia thành 5 phần, với màn đầu tiên là phần chơi hướng dẫn, và những chủng tộc khác kể lại câu chuyện theo quan điểm của loài Human xứ Lordaeron, loài Undead Scourge, loài Orc, và loài Night Elves, theo thứ tự đó.
Trò chơi mở ra với nhà lãnh đạo của phe Orc tên là Thrall đang thức giấc từ một cơn ác mộng cảnh báo cho anh biết về sự trở lại của Burning Legion. Sau cuộc chạm trán ngắn ngủi với một người đàn ông được biết đến với tên gọi "Nhà Tiên tri", sợ rằng giấc mơ của mình sẽ thành hiện thực, anh ta liền dẫn lực lượng của mình thành một cuộc di tản từ Lordaeron đến vùng đất bị lãng quên Kalimdor.
Trong khi đó, Paladin Uther the Lightbringer giao nhiệm vụ cho Arthas Menethil hoàng tử xứ Lordaeron, bảo vệ ngôi làng Strahnbrad khỏi tay lũ Orc bị ma quỷ kiểm soát. Sau đó, Archmage Jaina Proudmoore nhập bọn cùng Arthas, cô và anh điều tra một bệnh dịch đang lây lan nhanh chóng, giết chết và biến những nạn nhân của phe người thành Undead. Arthas giết được kẻ gây ra bệnh dịch là Kel'Thuzad, trước khi chết hắn đã tiết lộ kẻ đứng sau mình là dreadlord Mal'Ganis, Arthas và Jaina đến ngôi làng Hearthglen nghỉ chân và phát hiện một binh đoàn Undead đang tiến về phía này. Arthas nhờ Jaina dịch chuyển đi tìm viện binh của Uther trong khi anh ở lại cùng với quân lính bảo vệ ngôi làng, Arthas và hàng ngũ quân lính gần như bị đập tan nếu Uther và Jaina không quay lại kịp thời. Sau đó Arthas, Uther và Jaina đến Stratholme để tiêu diệt Mal'Ganis, khi đến nơi họ nhận thấy toàn bộ cư dân ở đây đã bị lây nhiễm nên Arthas quyết định thanh trừng cả thành phố. Uther từ chối vì việc đó quá tàn nhẫn và rời đi, Jaina cũng chia tay với Arthas vì không muốn nhìn thấy anh làm điều này. Arthas bắt đầu công việc thanh trừng và chạm trán Mal'Ganis khi hắn đang thu thập linh hồn của người dân trong thành phố, Arthas kết thúc công việc nhanh hơn tên dreadlords và suýt tiêu diệt được Mal'Ganis nhưng hắn đã kịp trốn thoát và để lại lời thách thức hãy tìm gặp hắn ở Northrend. Nhà Tiên tri, sau khi cố thuyết phục các nhà lãnh đạo phe người khác chạy trốn sang vùng đất phía Tây không thành, nên đã quay sang thuyết phục Jaina đến Kalimdor. Arthas đuổi theo dreadlord Mal'Ganis tới lục địa băng giá Northrend và gặp lại người bạn cũ là Muradin Bronzebeard giúp ông tìm kiếm một thanh kiếm có tên gọi là Frostmourne. Arthas bắt đầu đánh mất lý trí của mình sau khi nghe tin lực lượng của anh đã được Phái viên theo lệnh của nhà vua triệu tập họ quay về Lordaeron. Không muốn quay trở lại, anh ta bèn sai những người lính đánh thuê đốt cháy các tàu của mình để ngăn chặn quân lính rút lui, sau đó phản bội đám lính đánh thuê và sai quân của mình giết họ, khiến Muradin kinh ngạc. Arthas và Muradin cuối cùng đã tìm ra Frostmourne. Thế nhưng khi đọc những dòng chữ trên tảng đá chứa thanh kiếm Muradin mới biết được rằng thanh kiếm này đã bị nguyền rủa. Arthas không quan tâm đến lời cảnh báo, và hiến dâng linh hồn của mình để có bằng được thanh kiếm. Tảng băng bị vỡ thanh kiếm Frostmourne rơi ra, Muradin bị một tảng băng hạ gục, và dường như đã chết. Arthas tiêu diệt được Mal'Ganis, bỏ lại người của mình ở căn cứ và tiến vào nơi hoang vu giá lạnh vì linh hồn của anh ta đã bị thanh kiếm đoạt mất, mà sau này mới được tiết lộ là thanh kiếm được Lich King làm ra. Ít lâu sau, Arthas trở về Lordaeron và giết cha mình là vua Terenas Menethil.
Trở thành Death Knight của chủng tộc Undead, Arthas tới gặp kẻ đứng đầu của các dreadlord là Tichondrius, hắn giao cho anh hàng loạt các "thử thách". Arthas có nhiệm vụ đi tập hợp lại các thành viên của giáo phái "Cult of the damned" sau đó khai quật di hài của Kel'Thuzad và cất vào trong bình đựng tro cốt ma thuật chứa phần tro của cha mình, được bảo vệ bởi Uther, paladin đứng đầu tổ chức Silver Hand (Bàn tay bạc) và cũng là người thầy cũ của Arthas. Arthas giết Uther đoạt lấy bình tro rồi khởi hành tới Quel'thalas, vương quốc của loài High Elves. Anh ta tấn công các cổng thành và phá hủy thủ đô Silvermoon của họ, hạ sát Sylvanas Windrunner, viên thống lĩnh lực lượng bảo vệ Silvermoon (sau đó hồi sinh cô trở thành một banshee), phá hỏng di tích thiêng liêng Sunwell và hồi sinh Kel'Thuzad dưới dạng là một lich. Kel'Thuzad cho anh ta biết thông tin về Burning Legion; một đạo quân ma quỷ khổng lồ tàn phá khắp vũ trụ và hiện giờ nó đang tràn đến thế giới này. Chủ nhân thực sự của Kel'Thuzad chính là Lich King, người được tạo ra để trợ giúp cho cuộc xâm lược của Burning Legion với đội quân xác sống Scourge của hắn, nhưng thật ra hắn ta mong muốn Legion sẽ bị tiêu diệt. Arthas và Kel'Thuzad mở một cánh cổng không gian và triệu hồi chúa quỷ Archimonde và Burning Legion, sau khi Archimonde dịch chuyển đến Azeroth hắn bắt đầu cuộc thanh trừng vương quốc Lordaeron với sự kiện phá hủy thành Dalaran. Archimonde tuyên bố giờ đây Lich King không còn giá trị gì đối với Legion nữa nên giao cho Tichondrius nắm quyền điều hành quân Scourge, Arthas và Kel'Thuzad đều bị Archimonde bỏ mặc, sau khi Archimonde và Tichondrius bỏ đi thì Kel'Thuzad tiết lộ cho Arthas biết là Lich King đã đoán trước được điều này và đang có kế hoạch lật đổ Burning Legion.
Thrall, tộc trưởng loài Orc, đã đặt chân đến vùng Kalimdor, gặp gỡ Cairne Bloodhoof, tộc trưởng của loài Tauren và xung đột với đoàn quân tị nạn của phe Human khi đang trên đường tìm kiếm tung tích Oracle. Nhằm tránh những cuộc giao tranh không cần thiết với phe Human, tộc Warsong và thủ lĩnh của họ là Grom Hellscream được Thrall chỉ thị đến khu rừng Ashenvale để xây dựng một khu căn cứ mới, Grom Hellscream và tộc Warsong tiến sâu vào khu rừng khai thác được một lượng lớn gỗ nhưng lại chọc giận loài Night Elves và vị á thần của họ là Cenarius vì dám tự tiện vào chặt phá rừng của họ làm tài nguyên. Bị Cenarius đánh đuổi, tộc Warsong thất thế trước sức mạnh của vị á thần, một Witch Doctor của loài Troll đã nói với Grom Hellscream rằng ông ta cảm nhận được nguồn sức mạnh phát ra từ một hồ nước trong rừng, để có được sức mạnh chống trả lại Cenarius, Grom Hellscream và tộc Warsong đã đến đó và uống nước từ hồ nước này (trước đó hồ nước đã được nhỏ máu của vị tướng của Burning Legion tên là Mannoroth do hắn muốn mượn tay loài Orc để tiêu diệt Cenarius) nhờ vậy đã giết được Cenarius nhưng lại ràng buộc tộc Warsong của mình nằm dưới sự khống chế của Burning Legion. Thrall tìm cách tới chỗ Oracle, trên thực tế là nơi Nhà Tiên tri sẽ nói cho anh ta biết về những hành động của Grom. Theo những lời chỉ dẫn của Nhà Tiên tri, Thrall và Jaina cùng hợp lực để cứu cả Grom lẫn thế giới khỏi cuộc xâm lược của Burning Legion. Họ thành công trong việc bắt giữ Grom và chữa lành anh ta khỏi sự hung bạo do ảnh hưởng từ máu của Mannoroth. Thrall và Grom bắt đầu truy tìm Mannoroth và Grom giết được hắn nhưng lại hi sinh, nhưng làm như vậy đã giải phóng được anh và tộc Warsong thoát khỏi sự kiểm soát của Mannoroth. Thrall bảo với cơ thể bất động của Grom rằng anh ta đã giải phóng cho tất cả loài Orc và rống lên báo cho Jaina và Cairne biết về cái chết của Grom.
Tyrande Whisperwind, lãnh đạo của loài Night Elves, đã phát hiện ra Human và Orc đang xâm phạm khu rừng và đổ lỗi chính họ là nguyên nhân gây ra cái chết cho Cenarius nên cô quyết định quét sạch những kẻ tị nạn này khỏi khu rừng. Tuy vậy, khi chạm trán Archimonde và Tichondrius cô nhận ra Burning Legion đã quay trở lại xâm chiếm Kalimdor. Để kháng cự lại Burning Legion, Tyrande đánh thức các Druid Elf đang ngủ say giấc, bắt đầu từ người yêu của mình là Malfurion Stormrage. Trong quá trình tìm kiếm và đánh thức các Druid of the Claw dưới lòng đất, họ phát hiện ra nhà tù đang giam giữ Illidan Stormrage, em trai của Malfurion nên Tyrande quyết định giải phóng anh ta ra khỏi tù để có thêm đồng minh chống lại Legion mặc cho Malfurion phản đối. Sau khi được tự do, Illidan đến khu rừng Fellwood bắt gặp Arthas và được hắn cho biết về "Skull of Gul'dan" đầy quyền năng đang được Tichondrius sử dụng để tha hóa khu rừng này. Phá hủy và hấp thụ sức mạnh từ chiếc đầu lâu này, Illidan bị biến đổi thành chủng loài lai giữa elf và quỷ, sử dụng sức mạnh của chiếc đầu lâu Illidan đã giết được Tichondrius. Tuy nhiên khi nhìn thấy bộ dạng ma quỷ của Illidan, Malfurion đã đuổi hắn ra khỏi khu rừng và cấm hắn không bao giờ được trở lại nơi này nữa vì giờ đây hắn ta là một phần của quỷ dữ rồi. Trong khi đó, Nhà Tiên tri cho triệu tập Thrall, Jaina, Tyrande và Malfurion, và tiết lộ lý do mà Legion quay trở lại và hé lộ bản thân ông chính là Medivh, người Giám hộ cuối cùng và cũng là người phản bội từ bản Warcraft: Orcs & Humans, đã quay lại để sửa chữa những tội lỗi trong quá khứ của mình. Các phe Human, Orc và Night Elves tạo thành một liên minh miễn cưỡng dưới chân núi Hyjal để cầm chân Archimonde đủ lâu để cho cái bẫy của Malfurion hoạt động, khi Archimonde bước đến chuẩn bị hấp thụ năng lượng từ cây thế giới Nordrassil, nhiều tinh linh cổ xưa bay tới xung quanh Archimonde tạo thành một vụ nổ lớn tiêu diệt hắn và đạo quân của hắn tại ngọn núi Hyjal này. Hòa bình một lần nữa lại đến với xứ sở Kalimdor khi Burning Legion phải gánh lấy thất bại thảm hại, đồng thời loài night elf cũng không còn bất lão nữa.
Cội nguồn sẽ chữa lành kịp thời, cũng như toàn bộ thế giới này. Sự hy sinh đã được đền đáp. Cũng giống như orc, con người và night elves đã bỏ đi những hận thù cũ của họ và thống nhất chống lại một kẻ thù chung, bản chất tự nhiên đã nổi lên để đánh đuổi thế lực bóng tối mãi mãi. Về phần mình, tôi đã trở lại để đảm bảo rằng sẽ có một tương lai, để dạy cho thế giới rằng nếu như nó không còn cần đến người giám hộ này nữa. Niềm hy vọng cho các thế hệ tương lai luôn luôn tồn tại trong tay nhân loại. Và bây giờ nhiệm vụ của tôi đã xong, tôi sẽ thay thế mình trong vô số những huyền thoại của quá khứ.— Blizzard Entertainment, "Eternity's End"

## Lối chơi
Warcraft III diễn ra trên một bản đồ đủ loại kích cỡ, từ những vùng bình nguyên rộng lớn, cho tới những vùng địa hình khác như sông, hồ, biển, núi non vực sâu. Trong phần chơi chiến dịch, bản đồ lúc đầu được bao phủ toàn màu đen gọi là Black Mask, một dạng che phủ không thể dò được. Black Mask bị loại bỏ khỏi khu vực được để lộ ra, nhưng không nhìn được lâu dài ngoại trừ quân lính và nhà cửa của phe ta thay vì được che lại bằng sương mù chiến tranh; dù phần địa hình còn lại đều nhìn thấy được, những thay đổi như chuyển động của quân địch và việc xây dựng nhà cửa thì không nhìn thấy được. Trong một trận đấu, người chơi buộc phải thiết lập căn cứ địa để thu thập tài nguyên, bảo vệ căn cứ chống địch xâm nhập, và huấn luyện quân lính để tung ra thăm dò bản đồ và tấn công đối phương do máy điều khiển. Có ba loại tài nguyên chính được quản lý trong Warcraft III: vàng, gỗ và lương thực. Hai loại đầu cần dùng để mua lính và xây nhà, trong lúc lương thực thì hạn chế số lượng tối đa các đơn vị quân mà người chơi có thể điều khiển cùng một lúc.
Game còn giới thiệu creep, đơn vị quân do máy điều khiển tỏ ra thù địch với toàn bộ người chơi của các phe. Creep canh gác những vùng đất trọng yếu như mỏ vàng hay các công trình trung lập và khi giết được chúng, sẽ cấp cho người chơi điểm kinh nghiệm, vàng, và các loại vật phẩm đặc biệt cho hero của mình. Warcraft III cũng đưa vào cơ chế ngày và đêm cho dòng game. Bên cạnh những ưu và khuyết điểm của từng chủng tộc, khi đêm xuống thì lũ creep sẽ chìm vào giấc ngủ, khiến cho việc do thám trong đêm được an toàn hơn; thế nhưng tầm nhìn của hầu hết đơn vị quân đều bị giới hạn. Những thay đổi nhỏ nhoi khác nữa là về lối chơi do địa hình 3D. Lấy ví dụ, các toán quân trên một vách đá đều nhận được điểm thưởng sức tấn công khi tấn công vào toán quân địch ở độ cao thấp hơn.
Trong các bản Warcraft trước đây, có hai chủng tộc điều khiển được là Orc và Human. Trong Warcraft III, nhà sản xuất thêm vào hai phe mới nữa là Night Elves và Undead. Cũng như trong StarCraft, mỗi chủng tộc đều sở hữu một loại đơn vị quân, công trình, công nghệ và phương pháp xây cất nhà cửa độc nhất của phe mình.
Ngoài ra, Warcraft III còn bổ sung những đơn vị quân mới cực mạnh gọi là anh hùng (heroes). Cứ giết một tên lính địch thì một hero sẽ kiếm được một điểm kinh nghiệm, cho phép hero thăng cấp tối thiểu lên level 10. Trong quá trình thăng cấp giúp tăng các chỉ số của heroes và còn cho phép hero học được một phép mới (mang những yếu tố của thể loại nhập vai vào dòng game này). Một số khả năng của hero đều mang lại aura có lợi cho quân mình. Tất cả các heroes đều có thể trang bị vật phẩm nhằm tăng cường kỹ năng, sức đề kháng và các thuộc tính khác nữa. Khi lên tới level 6, hero có thể học được tuyệt chiêu "tối hậu" còn mạnh hơn ba loại phép khác mà hero sở hữu nữa. Heroes còn có thể sử dụng các nguồn tài nguyên thiên nhiên có mặt khắp nơi trên bản đồ, chẳng hạn như các NPC điều khiển được, và những cái chợ mà hero có thể đem ra mua bán những vật phẩm hữu ích. Nói chung, đơn vị quân hero trở thành nhân tố quyết định ai mới là kẻ chiến thắng sau cùng.

### Chiến dịch

Hình chụp phần chơi chiến dịch trong game Warcraft III: Reign of Chaos.

Phần chơi chiến dịch của Warcraft III được chia thành năm chiến dịch (gồm cả phần dẫn truyện theo tùy chọn), mỗi chiến dịch tương ứng với một chủng tộc khác biệt mà người chơi điều khiển (2 chiến dịch Orc, 1 Human, 1 Undead, và 1 Night Elf). Mỗi chiến dịch đều tự chia thành các chương riêng. Không giống như các game trước đây của Blizzard, chẳng hạn như Warcraft II hay StarCraft, người chơi không được làm theo những chỉ dẫn nhiệm vụ mà sự diễn giải cốt truyện xảy ra và các mục tiêu được công bố; bên cạnh đó Warcraft III sử dụng một hệ thống các "quest liền mạch." Một số phân đoạn phát triển tình tiết cốt truyện đôi lúc có mặt trong những đoạn phim đậm chất điện ảnh gọi là cinema, nhưng hầu hết đều xuất hiện dưới những đoạn phim cắt cảnh trong game. Các mục tiêu thường gọi bằng cái tên quest, được tiết lộ cho người chơi trong suốt quá trình diễn biến trên bản đồ. Các quest chính là những thứ mà người chơi buộc phải hoàn thành để bước sang chương tiếp theo, nhưng cũng có những quest tùy chọn không được tiết lộ lúc ban đầu, nhưng có thể khám phá và hoàn thành cùng với những mục tiêu chính.
Qua từng chiến dịch của mỗi chủng tộc, người chơi nắm quyền điều khiển một hay nhiều anh hùng (heroes), đều phát triển từ từ cả về kinh nghiệm và cấp độ xuyên suốt từng màn chơi. Kinh nghiệm này có được là nhờ thực hiện các nhiệm vụ theo sau, cho phép hero được phát triển trong suốt diễn biến của chiến dịch đó.
Mặc dù về mặt cốt truyện và lối chơi quá khác nhau, Mọi chiến dịch của những chủng tộc khác nhau đều có cấu trúc tương tự. Mỗi phe đều bắt đầu từ một mức độ liên quan đến cơ chế đơn giản nhằm giới thiệu cho người chơi biết những kiến thức sơ đẳng về chủng tộc này và những thành phần cơ bản về anh hùng và đơn vị quân của họ. Sau một hay hai màn chơi thì xuất hiện "nhiệm vụ xây dựng" đầu tiên của người chơi, đòi phải xây cất và duy trì một căn cứ địa trong lúc đối đầu với một hay nhiều lực lượng của địch. Chiến dịch duy nhất phá vỡ khuôn khổ này đó chính là phần chơi của phe Night Elf, mà nhiệm vụ đầu tiên có liên quan đến việc xây dựng một khu căn cứ bị giới hạn. Màn cuối trong từng chiến dịch của mỗi phe thường là một "trận chiến sử thi", có nghĩa là người chơi sẽ phải đốn hạ một số lượng lớn đạo quân của đối phương và sau cùng phá hủy căn cứ chính của chúng.

### Chơi mạng
Trong lúc phần chơi chiến dịch của game có thể có nhiều mục tiêu khác nhau, mục tiêu duy nhất trong phần chơi mạng chỉ có mỗi việc phá hủy hết tất cả các công trình của bên đối phương mà thôi. Trong những trận đấu tay đôi mặc định, người chơi có thể tự chọn lấy anh hùng, và để mất một ai đó thì sẽ không chấm dứt game ngay đâu. Nhằm khiến cho game diễn biến nhanh hơn nữa, bằng bản đồ mặc định được che phủ loại sương mù chiến tranh thay vì Black Mask. Warcraft III, giống như tựa game trước đây của Blizzard là StarCraft, cho phép mục tua lại của phần chơi đơn và chơi mạng được quay lại và chứng kiến, cho phép một trận đánh được chơi theo tốc độ nhanh hay chậm và được xem lại từ góc nhìn của tất cả người chơi. Giống như tất cả tựa game trước đây của Blizzard kể từ sau Diablo, Warcraft III cũng sử dụng mạng Battle.net. Người chơi có thể tạo tài khoản miễn phí trong các "gateway" theo phân vùng, để giúp hạn chế lag; gồm có Azeroth (miền Đông nước Mỹ), Lordaeron (miền Tây nước Mỹ), Northrend (châu Âu), và Kalimdor (châu Á).
Không giống như những game ó thể dùng Battle.net, Warcraft III đã cho ra mắt kết nối (matchmaking) ẩn danh, tự động ghép nối người chơi vào trong trận đấu dựa trên mức độ kỹ năng và sở thích kiểu trò chơi của họ, nhằm ngăn chặn thói gian lận và ngụy tạo chứng tích trong hồ sơ của họ. Nếu người chơi muốn rủ bạn bè mình vào chơi những trận đấu xếp hạng, Warcraft III đã có sẵn "Arranged Team Games", nơi một nhóm người chơi gia nhập vào lobby và Battle.net sẽ tìm kiếm một nhóm khác; ngay cả với những kết nối ẩn danh tạo sẵn, đội của đối phương không được biết đến trước. Người chơi còn có thể làm chủ màn chơi tùy chỉnh, sử dụng những bản đồ tạo sẵn hoặc những màn chơi được tạo ra nhờ công cụ Warcraft III World Editor, hay những màn chơi theo kịch bản mặc định trong phần chơi mạng. Những trường hợp điển hình của các màn chơi tùy chỉnh gồm có Risk Devolution, Island Defense, Legion Tower Defense và Defense of the Ancients nổi tiếng khắp thế giới. Trò chơi còn cung cấp danh sách bạn bè (Friends Lists) và các kênh riêng (Channels) dùng để trò chuyện với nhau, nơi người chơi có thể tạo ra những kênh tùy chọn hoặc gia nhập những cái đã được Blizzard chấp thuận. Warcraft III cũng cho phép người chơi kết hợp với nhau để tạo thành "clan", vốn có thể tham dự các giải đấu hay hoặc cung cấp một khía cạnh giải trí cho Warcraft III. Điểm số và bảng xếp hạng toàn cầu trong những ván matchmaking này thường được lưu giữ trên một "ladder". Người chơi có thể kiểm tra thứ hạng trực tuyến mà không cần phải vào game.
Do bản vá lỗi phiên bản 1.24 mà nhiều chương trình của bên thứ ba đã được render lại không đem ra dùng được. Vài chương trình của bên thứ ba đã để lộ toàn bộ bản đồ, thường được gọi là maphack, từng được phát hành làm bản cập nhật. Nó còn vô hiệu hóa những bản đồ gọi là collided map, khiến cho những tấm bản đồ tùy chọn được mod xuất hiện như của bản gốc. Tác động khác của bản vá lỗi này là không bao gồm bản chú thích ngày phát hành, rằng những tấm bản đồ tùy chọn mà tên gọi dữ liệu sẽ không xuất hiện trong game. Giới hạn được cho là khoảng 20 ký tự, nhưng vẫn chưa được thử nghiệm. Bản vá này còn render lại nhiều bản đồ tùy chọn không thể chơi được do đoạn mã của loại bản đồ này. Ngay cả một vài phiên bản của Defense of the Ancients đã không còn hoạt động nữa.

### Âm thanh
Phần lớn âm nhạc của Warcraft III đều được sáng tác bởi Tracy W. Bush, Derek Duke, Jason Hayes, và Glenn Stafford. Bản Limited Edition của Reign of Chaos xuất hiện với nhiều bài nhạc giao hưởng trên một soundtrack riêng biệt. Mỗi phe trong bốn chủng tộc đều có phần âm nhạc khác nhau: âm nhạc chốn tu viện cho phe Humans; âm nhạc mang phong cách ambient và tiếng Thổ dân Mỹ cho phe Night Elves; âm thanh hiếu chiến của châu Phi cho phe Orcs; và âm nhạc ma ám, dồn dập cho phe Undead. Các chủ đề âm nhạc mới đã được thêm vào trong bản mở rộng.

### Mod game
Cũng giống như Warcraft II và StarCraft trước đó, Warcraft III có kèm theo chương trình "World Editor" cho phép người chơi tạo ra các màn chơi kịch bản và bản đồ riêng theo ý mình. World Editor có các tính năng như chỉnh sửa đơn vị và trình kích hoạt sự kiện. Thông qua Battle.net, người chơi có thể tải xuống và chơi bản đồ tùy chỉnh của game thủ. Để tạo điều kiện cho việc mod game, các nhà phát triển của bên thứ ba đã phát hành các công cụ để chỉnh sửa phép thuật thông qua các bảng tính SLK, tùy biến giao diện với.BLP Converters, trình biên tập JASS, và một tập tin nhập mở .MPQ. World Editor đã được mở rộng và cải tiến cho bản mở rộng The Frozen Throne. Mặc dù công cụ tạo màn đã nhận được cập nhật thông qua các bản vá game, nhưng nó không được chính thức hỗ trợ như một sản phẩm chính hãng.
Một số bản đồ tùy chỉnh đã đạt được thành công lớn, đặc biệt là các bản đồ dựa trên AoS (Aeon of Strife) như Defense of the Ancients, đã trở thành một mục giải đấu tại BlizzCon 2005 và các giải đấu khác trên khắp thế giới. Điều này đã tạo cảm hứng cho sự khai hoa kết trái của thể loại đấu trường trận chiến trực tuyến nhiều người chơi.

### Phiên bản khác

Hộp Battle Chest và phần nội dung trong đó

Ngoài bản game chính, còn tồn tại một bản giới hạn Collector's Edition Warcraft III. Hộp bản collector's edition bao gồm một đĩa DVD phim trong game Warcraft III, kèm theo những đoạn phim hậu trường và cảnh phim dàn dựng của tất cả các bản Warcraft trước; bộ Soundtrack của Collector's Edition; quyển hướng dẫn sử dụng của Collector's Edition; cuốn The Art of Warcraft; và bản in thạch bản.
Blizzard Entertainment cũng phát hành Warcraft Battle Chest, gồm có Reign of Chaos kem với The Frozen Throne trong một hộp, cùng với phần hướng dẫn từ BradyGames. Một phiên bản khác Exclusive Gift Set kèm theo đĩa DVD phim trong game, hướng dẫn chiến lược chính thức của BradyGames, và Warcraft II: Battle.net Edition. Warcraft III cũng có trong Best Sellers Series cùng với StarCraft và bản mở rộng StarCraft: Brood War, Diablo, Diablo II, và World of Warcraft. Ngoài ra, một loạt các trò chơi từ các công ty khác ngoài Blizzard đã được đưa vào trong Best Sellers Series. Warcraft: The Board Game, một board game dạng cờ bàn được phát hành vào năm 2003 bởi Fantasy Flight Games, chịu ảnh hưởng nặng từ Warcraft III cho phần cốt truyện và các yếu tố khác của trò chơi.

## Đón nhận
Ở nước Mỹ, Warcraft III: Reign of Chaos đã bán được 1 triệu bản và kiếm được 49,4 triệu đô la vào tháng 8 năm 2006, sau khi phát hành vào tháng 6 năm 2002. Đây là trò chơi điện tử bán chạy thứ bảy của đất nước này từ tháng 1 năm 2000 đến tháng 8 năm 2006. Kết hợp doanh thu tất cả các bản chiến thuật của Warcraft được phát hành từ tháng 1 năm 2000 đến tháng 8 năm 2006, bao gồm cả Reign of Chaos, đã đạt đến 2,9 triệu bản tại Mỹ vào ngày cuối cùng. Reign of Chaos đã nhận được giải thưởng doanh số "Vàng" từ ELSPA, cho thấy doanh thu ít nhất 200.000 bản tại nước Anh.
Warcraft III đã được hoan nghênh rộng rãi, theo trang web tổng hợp kết quả đánh giá Metacritic. Trong khi GamePro lưu ý rằng "WarCraft III không cách mạng hóa thể loại RTS", họ vẫn ca ngợi Blizzard vì đã đưa ra một tựa game với "cốt truyện được thể hiện xuất sắc, lối chơi chặt chẽ và thời hạn sử dụng lâu dài như một tựa game chơi mạng." GameSpot lưu ý rằng cũng giống như StarCraft, khả năng trải nghiệm hành động từ tất cả các phe "khá là ngoạn mục." Người đánh giá cũng lưu ý rằng Warcraft III đã làm cho các giai đoạn ban đầu của trò chơi thú vị hơn và ít mang tính công thức hơn; trong hầu hết các game RTS, anh ta lưu ý, "giai đoạn xây dựng ban đầu trong những game như vậy chỉ đơn thuần là một cuộc chạy đua để có được các loại quân tốt nhất đầu tiên." Hầu hết giới phê bình đều lưu ý rằng Blizzard cuối cùng đã được để lộ ra câu chuyện của hai bản Warcraft đầu tiên, tạo cho mỗi bên động lực và sự khác biệt của mình vượt ra ngoài thứ đồ trang trí. IGN lưu ý rằng "Không có gì là mới mẻ đối với những thứ đánh bóng RTS ở bên ngoài, nhưng nó đã làm đủ rồi mà bạn sẽ không nhận thấy hoặc sẽ không quan tâm." Tuy nhiên, các nhà phê bình nhận xét rằng các mô hình nhân vật có chất lượng trung bình, đặc biệt khi xem xét kỹ lưỡng trong quá trình xem cảnh phim điện ảnh.